# Max Klotz (Mediziner)
Max Klotz, vollständig Max Heinrich Konstantin Klotz (* 11. August 1878 in Berlin; † 30. November 1941 in Lübeck) war ein deutscher Pädiater und Ernährungswissenschaftler.
Klotz studierte in Greifswald, Kiel und Bonn. 1904 wurde er an der Universität Bonn mit einer Dissertation über Typhus abdominalis zum Dr. med. promoviert. Er war 1912 Arzt im Kinderheim Lewenberg und Spezialarzt für Kinderkrankheiten in Schwerin. Später war er Leiter des Kinderkrankenhauses in Lübeck und Vorsitzender des Gesundheitsamts in Lübeck. 1919 verlieh ihm der Lübecker Senat den Titel Professor.
Im Zusammenhang mit dem Lübecker Impfunglück von 1930 wurde er vom Dienst suspendiert und mit den Ärzten Ernst Altstaedt und Georg Deycke angeklagt. Klotz wurde im sogenannten Calmette-Prozeß (nach dem Entwickler der BCG-Impfung Albert Calmette) von 1931/32 freigesprochen, die anderen beiden erhielten Gefängnisstrafen. Der Prozess fand international große Aufmerksamkeit. Bei dem Lübecker Impfunglück handelte es sich um eine der größten Impfkatastrophen in Deutschland. Erprobt werden sollte der BCG-Impfstoff gegen Tuberkulose, mit dem 251 Säuglinge mit Schluckimpfung geimpft wurden. Der Impfstoff war mit Tuberkelbazillen verseucht und 72 der Säuglinge starben an Tuberkulose oder durch sie bedingte oder verschlimmerte Krankheiten, bei anderen gab es Folgeschäden. Die BCG-Kultur für den Impfstoff wurde von Calmette nach Lübeck gesandt und dort in einem Brutschrank mit einem Stamm für den Menschen gefährlicher Tuberkelbakterien aufbewahrt. Klotz hatte die Impfung genehmigt.
Er war einer der Autoren von Band 1 (1925) und Band 4 (Abschnitt Exsudative Diathese, Rachitis, 1927) der zweiten Auflage des Handbuchs der inneren Medizin und von Band 1 der 3. Auflage (1934).

## Schriften
- Typhus abdominalis im Verlauf von 15 Jahren, 1889 bis 1903/04, auf der Bonner medizinischen Universitäts-Klinik : eine vergleichende statistisch-klinische Studie. Bonn: Georgi 1904 (Diss.)
- Die Bedeutung der Konstitution für die Säuglingsernährung. Würzburg 1911
- Die Bedeutung der Getreidemehle für die Ernährung. Springer 1912
- Kriegsernährung und Frauenmilch. In: Zeitschrift für Kinderheilkunde 26 (1920), S. 150
- mit Siegfried Hillenberg: Jugendamt und Säuglingsschutz in Lübeck. Lübeck 1924
- Über die sogenannte Sommerrachitis. In: Deutsche Medizinische Wochenschrift, 12. Juli 1929

Klotz wirkte an der 4. neu bearbeiteten Auflage von Diät und Diätotherapie von Carl Anton Ewald mit (Urban & Schwarzenberg 1915). Das war gleichzeitig eine Neubearbeitung der Ernährung des gesunden und kranken Menschen von Immanuel Munk.